# Salts als Jocs Europeus de 2015 – 1 metre trampolí femení
La prova de 1 metre trampolí es va disputar el dia 19 de juny al Bakú Aquatics Center.

## Resultats
La preliminar es va disputar a la 10:00 i la final a les 20:25 hora local (UTM +4).

   *   Classificat

   *   Reserva

| Posició | Saltador                  | País          | Preliminar | Preliminar | Final  | Final   |
| Posició | Saltador                  | País          | Punts      | Posició    | Punts  | Posició |
| ------- | ------------------------- | ------------- | ---------- | ---------- | ------ | ------- |
| 1       | Maria Polykova            | Rússia        | 383.15     | 3          | 419.95 | 1       |
| 2       | Louisa Stawczynski        | Alemanya      | 370.60     | 5          | 392.20 | 2       |
| 3       | Diana Shelestyuk          | Ucraïna       | 359.70     | 10         | 388.45 | 3       |
| 4       | Ekaterina Nekrasova       | Rússia        | 407.00     | 1          | 386.80 | 4       |
| 5       | Josefin Schneider         | Alemanya      | 371.75     | 4          | 384.95 | 5       |
| 6       | Millie Fowler             | Regne Unit    | 393.40     | 2          | 383.20 | 6       |
| 7       | Roosa Kanerva             | Finlàndia     | 356.10     | 11         | 381.15 | 7       |
| 8       | Katherine Torrance        | Regne Unit    | 368.15     | 7          | 379.35 | 8       |
| 9       | Vivian Barth              | Suïssa        | 370.00     | 6          | 377.70 | 9       |
| 10      | Kaja Skrzek               | Polònia       | 366.20     | 8          | 374.75 | 10      |
| 11      | Daphne Wils               | Països Baixos | 350.10     | 12         | 373.95 | 11      |
| 12      | Frida Kallgren            | Suècia        | 365.30     | 9          | 370.30 | 12      |
| 13      | Giulia Rogantin           | Països Baixos | 349.85     | 13         |        |         |
| 14      | Caroline Lecoeur          | França        | 341.10     | 14         |        |         |
| 15      | Maja Boric                | Croàcia       | 327.70     | 15         |        |         |
| 16      | Indre Girdauskaite        | Lituània      | 323.60     | 16         |        |         |
| 17      | Katsiaryna Velihurkaya    | Belarús       | 321.35     | 17         |        |         |
| 18      | Madeline Coquoz           | Suïssa        | 320.10     | 18         |        |         |
| 19      | Natasha Mac Manus         | Irlanda       | 319.70     | 19         |        |         |
| 20      | Maissam Naji              | França        | 319.10     | 20         |        |         |
| 21      | Anne Vilde Tuxen          | Noruega       | 318.25     | 21         |        |         |
| 22      | Margarita Dzhusova        | Ucraïna       | 314.25     | 22         |        |         |
| 23      | Malvina Catalano Gonzaga  | Itàlia        | 309.80     | 23         |        |         |
| 24      | Dominika Bak              | Polònia       | 304.20     | 24         |        |         |
| 25      | Kamilla Veres             | Hongria       | 290.80     | 25         |        |         |
| 26      | Michelle Staudenherz      | Àustria       | 278.55     | 26         |        |         |
| 27      | Olqa Bikovskaya           | Azerbaidjan   | 265.20     | 27         |        |         |
| 28      | Daniela Aleksandraviciute | Lituània      | 264.85     | 28         |        |         |
| 29      | Annija Zagorska           | Letònia       | 161.35     | 29         |        |         |